# Opisthotropis rugosa
Opisthotropis rugosa är en ormart som beskrevs av LIDTH DE JEUDE 1890. Opisthotropis rugosa ingår i släktet Opisthotropis och familjen snokar. Inga underarter finns listade i Catalogue of Life.
Denna orm är känd från tre olika områden på Sumatra som ligger långt ifrån varandra. Arten förekommer troligen på hela ön. Den lever i låglandet och i kulliga områden upp till 600 meter över havet. Individerna vistas i skogar. Honor lägger ägg.
Beståndet hotas regionalt av skogsröjningar. IUCN kategoriserar arten globalt som livskraftig.